# Vrhovljan
Vrhovljan – wieś w Chorwacji, w żupanii medzimurskiej, w gminie Sveti Martin na Muri. W 2011 roku liczyła 291 mieszkańców.